# Mahaveli
Mahaveli (tamilsky மகாவலி கங்கை) je nejdelší řeka na Srí Lance Je dlouhá přibližně 350 km. Povodí má rozlohu přibližně 10 000 km².

## Průběh toku
Pramení v horách v centrální části ostrova. Ústí dvěma rameny do Bengálského zálivu.

## Vodní režim
Zdroj vody je dešťový. Vysoký průtok po celý rok kolísá jen minimálně.

## Využití
Na dolním toku je možná vodní doprava.